# Anika Scheibe

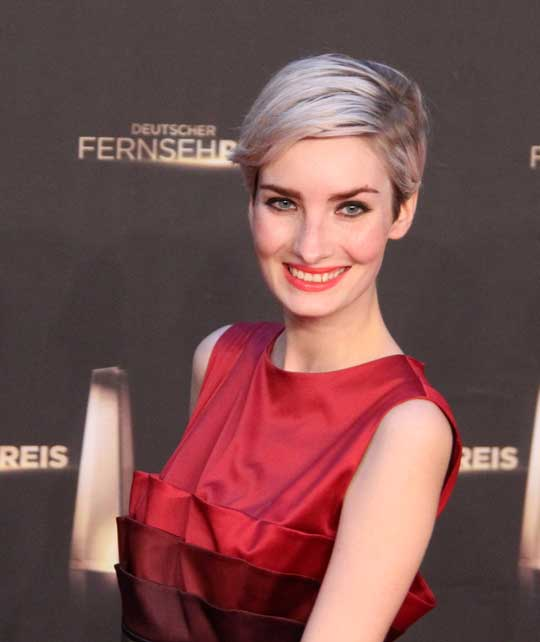
Anika Scheibe beim Deutschen Fernsehpreis 2012

Anika Scheibe (* 15. Juni 1988 in Schleiz) ist ein deutsches Model.

## Leben
Scheibe wuchs in Saalburg in Thüringen auf und lebt seit ihrem fünften Lebensjahr in München. Sie hat eine ein Jahr jüngere Schwester und einen älteren Bruder (* 1984).
Im Alter von 14 Jahren wurde Scheibe auf der Straße von einer Model-Agentur angesprochen und unter Vertrag genommen. Sie modelte, teilweise zusammen mit ihrer Schwester, für Jugendzeitschriften wie Mädchen und Sugar. Scheibe beendete die Realschule und begann zwei Jahre später eine Ausbildung als Friseurin, die sie nach drei Jahren abschloss. Anschließend jobbte sie als Kellnerin im Münchener Stadtteil Schwabing gelegenen Café Pavesi.
In der Casting-Show Das perfekte Model, die 2012 auf VOX ausgestrahlt wurde, gelangte Scheibe als eine von zehn Kandidatinnen in die Coach-Gruppe von Eva Padberg. Scheibe wurde durch Jury und Zuschauer zur Siegerin der Sendung gewählt. Sie gewann eine Werbekampagne für die Marke Garnier des Kosmetikherstellers L’Oréal, einen Vertrag bei der Pariser Modelagentur JustWM Models, ein Fotoshooting für ein Modemagazin sowie ein Auto. Dabei hatte sie bereits vor dem Gewinn von Das perfekte Model einen Model-Vertrag bei einer Pariser Agentur.
Anika Scheibe war auf dem Cover der ECOenVOGUE No. 3 2012 zu sehen. Das Magazin enthält neben einem Interview mit ihr auch eine Bildstrecke. Sie ist bei der Modelagentur PS Model Management Munich unter Vertrag.